# Mots esquimaux pour désigner la neige

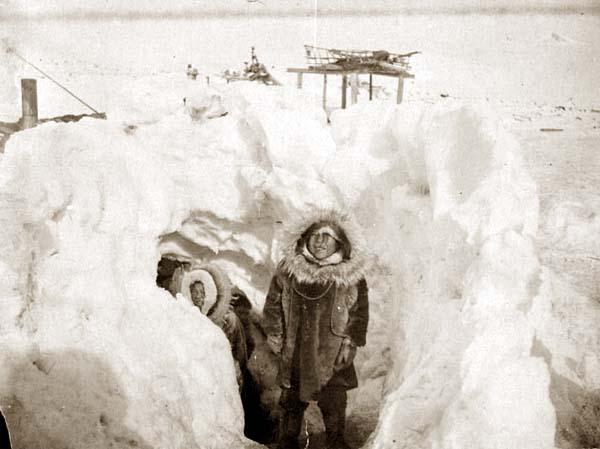
Inuits dans la neige en Alaska, en 1900.

L'existence d'un nombre élevé de mots esquimaux pour désigner la neige est une idée reçue et une légende urbaine liées à l'hypothèse de Sapir-Whorf. Censée illustrer le phénomène de relativité linguistique[Quoi ?], elle présente plusieurs problèmes, en particulier autour de la définition du concept de mot : les langues eskimo-aléoutes sont de type polysynthétique, et peuvent donc produire un nombre théoriquement infini de « mots » par le biais de la suffixation.
Il existe en réalité seulement trois racines lexicales circonscrites pour désigner la neige dans ces langues.[réf. souhaitée]

## Histoire
L'histoire de cette idée reçue a été retracée en 1986 par Laura Martin dans un article pour American Anthropologist (en), la revue de l'American Anthropological Association. Trois ans plus tard, Geoffrey K. Pullum est revenu sur la question dans un essai au ton plus humoristique publié dans la revue Natural Language and Linguistic Theory (en), republié à plusieurs reprises.
Son origine semble être le Handbook of American Indian Languages publié par Franz Boas en 1911. Son propos est avant tout d'ordre morphologique : il cherche à illustrer la différence entre un concept exprimé à l'aide de différentes racines et un autre exprimé à l'aide d'opérations de dérivation s'appuyant sur une racine unique, en prenant l'exemple de mots anglais liés à l'eau, d'une part, et de mots esquimaux liés à la neige, d'autre part. Benjamin Lee Whorf reprend cette idée dans un article de 1940 pour illustrer sa théorie de relativité linguistique, et elle a depuis été répétée dans de nombreux ouvrages de vulgarisation, avec un nombre de mots toujours croissant.

## Postérité
L'idée qu'il existerait 50 mots esquimaux pour désigner la neige a donné à Kate Bush l'idée du titre de son album 50 Words for Snow sorti en 2011, tout en étant consciente qu'il s'agit d'un mythe.